# حارة الدفاع الجوي (صنعاء)
الدفاع الجوي هي إحدى حارات حي سدس الروض بمدينة الروضة شمال العاصمة اليمنية "صنعاء"، بلغ تعداد سكانها 1033 نسمة حسب تعداد اليمن لعام 2004.